# Parafia Niepokalanego Poczęcia Najświętszej Maryi Panny w Drelowie
Parafia Niepokalanego Poczęcia Najświętszej Maryi Panny w Drelowie – parafia rzymskokatolicka w Drelowie.
Pierwotny kościół został wybudowany i uposażony w 1635 przez Zofię z Tęczyńskich Daniłowiczową, a parafia erygowana w 1661.
Obecny kościół parafialny, murowany, w stylu neoklasycznym, został wybudowany w 1834 przez Karola Czartoryskiego. W latach 1874 kościół zmieniono na cerkiew, a w 1918 został rekoncyliowany. W 1918 wznowiono parafię.
Parafia ma  księgi metrykalne od 1920.
Terytorium parafii obejmuje: Drelów, Kwasówkę, Łózki, Pereszczówkę, Przechodzisko oraz Żerocin.